# Aleuroclava tripori
Aleuroclava tripori is een halfvleugelig insect uit de familie witte vliegen (Aleyrodidae), onderfamilie Aleyrodinae.
De wetenschappelijke naam van deze soort is voor het eerst geldig gepubliceerd door Dubey & Sundararaj in 2006.